# Balai Butar
Balai Butar is een bestuurslaag in het regentschap Rejang Lebong van de provincie Bengkulu, Indonesië. Balai Butar telt 557 inwoners (volkstelling 2010).